# Auksencjusz z Durostorum
Auksencjusz z Durostorum (IV/V wiek) – arianin, uczeń Wulfili. W 380 roku, po ukazaniu się edyktu cesarza Teodozjusza opuścił Durostorum (dziś Silistra) w Mezji, gdzie pełnił posługę biskupa. Dzięki protekcji cesarzowej Justyny około 382 roku został przywódcą arian w Mediolanie. Toczył spór z Ambrożym o zwrot mediolańskich świątyń arianom.

## Pisma
Jest autorem Listu o wierze, życiu i śmierci Wulfili (Epistola de fide, vita et obitu Ulfilae). Pismo to zachowało się dzięki temu, że ariański biskup Maksymin włączył go do swojego pisma pt. Dissertatio Maximini contra Ambrosium.